# Marion Rung
Marion Rung, född 7 december 1945 i Helsingfors, är en finländsk sångerska.

## Karriär
Rung representerade Finland i Intervision Song Contest 1980 och vann. Hon har tävlat för Finland även i Eurovision Song Contest 1962 och 1973. 1962 tävlade hon med melodin "Tipi-tii" och kom på delad sjunde plats med Sverige. 1973 tävlade hon med melodin "Tom tom tom" som hon sjöng på engelska i finalen. Den kom på sjätte plats (en poäng efter Sveriges bidrag), vilket var Finlands dittills bästa placering i Eurovision Song Contest. Det förblev Finlands bästa placering till och med 2006 då Lordi vann Eurovision med Hard Rock Hallelujah.
Marion Rung är judinna och har gett ut en rad sånger på hebreiska och jiddish på skiva, bl.a. Hava nagila, Tsena tsena och A jidishe mame.